# Dune 2000
Dune 2000 – strategiczna gra czasu rzeczywistego wyprodukowana przez Westwood Studios i wydana przez to samo przedsiębiorstwo w 1998 roku. Jest to częściowy remake Dune II. Gra wykorzystuje silnik graficzny podobny do Command & Conquer: Red Alerta.
W grze przedstawione są trzy rody – Atrydzi, Harkonenowie oraz Ordosi, które toczą walkę o panowanie nad planetą Arrakis – kluczem do władzy w całym wszechświecie.

## Rozgrywka
W stosunku do poprzednika wprowadzono liczne zmiany, m.in. nową, 16-bitową szatę graficzną, dodano przerywniki filmowe, nowe jednostki oraz tryb wieloosobowy. Ulepszono też interfejs użytkownika oraz poprawiono 27 misji kampanii.

## Soundtrack
Soundtrack Dune 2000: Long Live The Fighters! został wykonany przez Franka Klepackiego.
1. „Options”
2. „Attack on Arrakis”
3. „Enter the Ordos”
4. „Fight for Power”
5. „Harkonnen Battle”
6. „Land of Sand”
7. „Plotting”
8. „Rise of Harkonnen”
9. „Robotix”
10. „Spice Scouting”
11. „The Ambush”
12. „The Atreides Gain”
13. „The Fremen”
14. „The Soldiers Approach”
15. „The Waiting Game”
16. „Under Construction”
17. „Score”

## Remake
W 2007 roku remake gry wraz z remake’ami Tiberian Dawn i Red Alerta został opublikowany w ramach projektu OpenRA. Grę wydano na komputery z systemami Windows, macOS, Linux i FreeBSD.